# شایرا روی
شایرا روی (به انگلیسی: Shyraa Roy) (زاده ۲۵ اکتبر ۱۹۹۵) ملکه زیبایی، بازیگر و خواننده پاکستانی است.
او یک زن ترنس است.
او در سپتامبر ۲۰۲۰ آشکار کرد که یک زن ترنس است. او در می ۲۰۲۱ به عنوان اولین برنده مسابقه زن ترنس پاکستان انتخاب شد